# Dancing Shadows
Dancing Shadows è il quinto album in studio del cantante statunitense Mario, pubblicato nel 2018.

## Tracce
1. Drowning – 3:38
2. Too Many Options – 3:33
3. Dancing Shadows – 3:00
4. Mirror – 3:01
5. Gold Plates – 3:01
6. Good Times (featuring Buddy Guy) – 3:11
7. What You Started – 4:24
8. One Man Woman – 3:13
9. Care for You – 3:32
10. Goes Like That – 3:26
11. I Believe – 3:20